# 축동 나들목
축동 나들목(Chukdong IC)은 경상남도 사천시 축동면 가산리에 설치된 남해고속도로의 20번 교차로(나들목)이다. 남해고속도로 초기 개통 당시 가산 교차로라는 명칭의 평면 교차로로 건설되었으며, 이후 인근에 입체 다이아몬드 형태의 진출입로를 새로 건설하여 가산 나들목으로 명칭을 변경하였다. 이후 2001년경에 통행료 정산제가 변경되면서 부산방향으로 500m가량 이전되었다. 이전된 나들목에는 톨게이트가 설치된 트럼펫 형태의 입체교차로로, 이전하면서부터는 현재의 축동 나들목으로 명칭이 변경되었다. 옛 '가산 나들목'은 진출입로가 폐쇄한 상태로 현재까지 이러한 형태의 진출입로가 남아있다. 2011년 12월 21일 확장 개통된 (축동-산인)의 시작점이기도 하다.
명칭은 축동 나들목이나, 인접한 지역은 가산리 정도에 불과하며, 실제 축동면 중심지는 사천 나들목이 더욱 인접하다. 인근에 곤명면 완사시장이 있다.

## 연혁
- 1973년 11월 14일 :  남해고속도로 순천 ~ 부산 구간 개통과 함께 가산 교차로라는 이름의 평면 교차로로 통행 개시[1]
- 1997년 7월 31일 : 1998년 12월까지 나들목 요금소 설치를 위해 경상남도 사천시 축동면 가산리 690m 구간 도로구역 변경[2]

## 구조물 정보
- 위치: 경상남도 사천시 축동면 가산리
- 영업소: 경상남도 사천시 축동면 서삼로 1063-55

## 접속하는 도로
- 지방도 제1002호선 (서삼로)

## 교통량 정보
| 요금소        | 통행량 (대/일) | 통행량 (대/일) | 통행량 (대/일) | 통행량 (대/일) | 통행량 (대/일) | 통행량 (대/일) | 통행량 (대/일) | 통행량 (대/일) | 통행량 (대/일) | 통행량 (대/일) | 각주  |
| 요금소        | 2001년         | 2002년         | 2003년         | 2004년         | 2005년         | 2006년         | 2007년         | 2008년         | 2009년         | 2010년         | 각주  |
| ------------- | -------------- | -------------- | -------------- | -------------- | -------------- | -------------- | -------------- | -------------- | -------------- | -------------- | ----- |
| 축동 (폐쇄식) | 592            | 655            | 656            | 687            | 649            | 650            | 758            | 729            | 866            | 965            | [ 3 ] |
| 요금소        | 2011년         | 2012년         | 2013년         | 2014년         | 2015년         | 2016년         | 2017년         | 2018년         | 2019년         |                | [ 3 ] |
| 축동 (폐쇄식) | 1,048          | 1,052          | 1,189          | 1,182          | 1,180          | 1,206          | 1,277          | 1,236          | 1,272          |                | [ 3 ] |